# Kainommatomysis zuluensis
Kainommatomysis zuluensis is een aasgarnalensoort uit de familie van de Mysidae. De wetenschappelijke naam van de soort is voor het eerst geldig gepubliceerd in 2008 door Connell.